# Huevos de oro
Huevos de oro és una pel·lícula espanyola del gènere drama estrenada el 1993 i dirigida per Bigas Luna. Mostra una al·legoria sobre el projecte megalòman (el gratacels), obsessió personal fàlica inspirada en el desenvolupament urbanístic de Benidorm.

## Sinopsi
La pel·lícula tracta d'un home anomenat Benito González, un carrincló ambiciós, que acaba de complir el servei militar a Melilla. Ja té via lliure per a complir els seus dos objectius: casar-se amb la dona que estima i construir un gran gratacels. Però aviat veurà que el seu primer objectiu no podrà complir-se, en assabentar-se que la seva núvia li ha enganyat amb el seu millor amic. Ara l'única cosa que li queda és dedicar la seva obstinació a construir el gratacel. Per a dur-ho a terme necessita diners i, com no ho té, es casa amb Marta, la filla d'un multimilionari. Amb els diners del seu sogre ja podrà dur a terme una de les seves il·lusions, i que serà el principi de la seva gran riquesa encara que com tot el que està en el cim sempre vol més i aquest serà el punt de partida per al seu declivi.

## Repartiment
- Javier Bardem: Benito González
- Maria de Medeiros: Marta (l'esposa, 45 kilos)
- Maribel Verdú: Claudia (l'amant, 52 kilos)
- Élisa Tovati: Rita (el primer amor, 47 kilos)
- Alessandro Gassman
- Benicio del Toro
- Raquel Bianca
- Albert Vidal
- María Martín
- Francisco Casares

## Premis
Medalles del Cercle d'Escriptors Cinematogràfics de 1993
| Categoria       | Candidat     | Resultat   |
| --------------- | ------------ | ---------- |
| Millor muntatge | Carmen Frías | Guanyadora |

VIII Premis Goya
| Categoria    | Candidat      | Resultat |
| ------------ | ------------- | -------- |
| Millor actor | Javier Bardem | Nominat  |